# 加里·普拉奇
蓋瑞·普拉奇，全名莱昂·加里·普拉奇（英語：Leon Gary Plauche，1945年11月10日—2014年10月20日）是一名美国男子，他因在1984年在鏡頭前枪杀性侵犯杰夫·杜赛（Jeff Doucet）的私刑行為而知名。杰夫·杜赛曾绑架普拉奇的儿子乔迪·普拉奇（Jody Plauche）并对其性騷、性侵、性虐。枪杀事件发生在1984年3月16日的星期五，全部过程被一名电视新闻频道的摄像师给拍摄了下来。虽然普拉奇杀死了杰夫·杜赛，但是法庭最终裁定他有期徒刑七年，缓刑五年，并罚社区服务300小时，但没有裁定他入狱。由於社會上對普拉奇该被裁定“谋杀”还是“无罪”引发了激烈讨论，整个事件被美国媒体广泛报道。普拉奇认为他的行为是正确的，并表示处于自己同样情况的那些人也会这样做的。

## 案件回顾

### 起因
普拉奇居住在美国路易斯安那州的巴吞鲁日。在枪击事件发生的时候，他与他的妻子琼（June Plauche）正处于分居状态。1984年，普拉奇的11岁儿子乔迪·普拉奇（Jody Plauche）参加了空手道培训课程。但是乔迪的空手道教练，时年25岁的杰夫·杜赛（Jeff Doucet）在当时至少对乔迪实施了长达一年的性虐待。1984年2月，杰夫·杜赛将乔迪·普拉奇绑架到了加利福尼亚州的一家汽车旅馆，并在那里持续对乔迪性侵犯和性骚扰。因乔迪的失踪，美国开始在全国范围内搜索他的线索。最后因为杜赛同意乔迪联系其母亲琼而泄露他们的行踪。加利福尼亚州警方突击搜查了这家汽车旅馆，并最终逮捕了杰夫·杜赛。
1984年3月1日，乔迪·普拉奇被送回到他在路易斯安那州的家人身边，但此时的普拉奇却从媒体的报道中得知杰夫·杜赛曾经性侵过自己的儿子乔迪。在接受电视台新闻频道采访的时候，普拉奇表示他不知道该做什么，他只是感到很无助。

### 经过
1984年3月16日星期五，杰夫·杜赛被从加利福尼亚州押解飞回巴吞鲁日大都会机场准备接受审判。杜赛抵达机场之后，在当天大约晚上9点30分的时候戴着手铐被警察带领穿过机场大厅，而普拉奇则正拿着枪在机场等着杜赛。
普拉奇有几位好友是巴吞鲁日警局的高级警员，因此有很多人猜测是他们向普拉奇泄露了杰夫·杜赛抵达机场的日期和时间，但最后确定是WBRZ-TV的雇员向加里透露的。在杰夫·杜赛押解至机场的时候，一家电视台的记者正打算拍摄其抵达机场的画面。记者的对面是一组公用付费电话，而普拉奇正在这里通过电话与他的好友聊天。普拉奇当时戴着棒球帽和太阳镜，因此并没有人认出他来。
当杰夫·杜赛被警察护送通过机场的时候，他首先穿过了记者们所在的位置，然后他从普拉奇身边走过。而就在这个时候，普拉奇掏出了手枪，从杰夫头部右侧射击，因为近距离平射而直接击中了杰夫。杰夫·杜赛立刻就倒下了，而普拉奇也在这个时候放下了自己的手枪，随后被警方人员制服。
整个事件经过都被电视台的摄像机所录下。警员们制伏了普拉奇并认出了他的身份。根据当时的录像带内容显示，普拉奇被警员扣在公用电话机上，并大声责问他：“加里（普拉奇），为什么？为什么，加里？”
伤重的杰夫·杜赛雖經搶救，但還是于次日不治死亡。

### 结果
普拉奇最初被检方控告二级谋杀，但随后他同意了一项认罪协议，即针对误杀罪名的不争辩答辩。因此法庭裁定加里有期徒刑七年，缓刑五年；并需要接受300小时的社区服务。上述所有刑罚已在1989年执行完毕。
在获悉杰夫·杜赛在绑架普拉奇之子喬迪的前几个月就对其实施性虐待的事实之后，一份心理报告为普拉奇的辩护提供强有力的支持。爱德华·乌兹医生（Dr. Edward P. Uzee）为普拉奇做过诊断之后表示，加里在案发时已经丧失分辨是非的能力。乌兹医生还确定杜赛有能力操控他人，并利用加里与妻子琼分居的事实，而设法闯入普拉奇的家庭。据此，法官弗兰克·塞亚（Frank Saia）裁定认为将普拉奇送进监狱对任何人都没有帮助，并且确定加里没有再犯的风险。
许多电视节目和纪录片都引用播放了普拉奇枪击杰夫·杜赛的视频内容，这其中就包括迈克尔·摩尔在2002年制作的《科伦拜校园事件》和1993年制作的残酷纪录片《地下影带》。这个视频片段也被上传至YouTube，目前已创下超过2000万次的点阅。YouTube上流传的这个视频片段节选自电视系列片《罪案剖析》，该片由《美国警察》制片人约翰·兰利在2000年为法庭电视台制作。

## 个人生活
普拉奇在2011年中风。2014年因另一起中风诱发的并发症死于疗养所，年68岁。